# Tenis stołowy na Światowych Wojskowych Igrzyskach Sportowych 2019
Tenis stołowy na Światowych Wojskowych Igrzyskach Sportowych 2019 rozgrywany był w dniach 19-26 października 2019 w chińskim Wuhanie podczas igrzysk wojskowych. Zawody zostały rozegrane na obiekcie  Wuhan Five Rings Sports Center Gymnasium.

## Harmonogram
| ↓ Konkurencja (Dzień →) | 18        | 19        | 20        | 21        | 22        | 23        | 24        | 25        | 26        | 27        |
| Mężczyźni               | Mężczyźni | Mężczyźni | Mężczyźni | Mężczyźni | Mężczyźni | Mężczyźni | Mężczyźni | Mężczyźni | Mężczyźni | Mężczyźni |
| ----------------------- | --------- | --------- | --------- | --------- | --------- | --------- | --------- | --------- | --------- | --------- |
| – turniej drużynowy     |           |           |           | F         |           |           |           |           |           |           |
| – singel                |           |           |           |           |           |           |           |           | F         |           |
| – debel                 |           |           |           |           |           |           | F         |           |           |           |
| Kobiety                 |           |           |           |           |           |           |           |           |           |           |
| – singel                |           |           |           |           |           |           |           |           | F         |           |
| – debel                 |           |           |           |           |           |           | F         |           |           |           |
| Mikst                   |           |           |           |           |           |           |           |           |           |           |
| – gra podwójna mieszana |           |           |           |           |           | F         |           |           |           |           |

Legenda
|  | Eliminacje | F | Finał (ilość) |

## Konkurencje
Mężczyźni
- Singel, debel, turniej drużynowy

Kobiety
- Singel, debel

Mikst

## Medaliści

### Mężczyźni
| Konkurencja       | Złoto                                                  | Srebro                                                                   | Brąz                                                                                |
| Singel            | Chiny · Ma Long                                        | Korea Południowa · Jeoung Young-sik                                      | Chiny · Xu Chenhao                                                                  |
| Debel             | Chiny · Fan Zhendong · Zhou Yu                         | Chiny · Zhou Kai · Xu Chenhao                                            | Korea Północna · Kim Hyong-jin · Ham Yu-song                                        |
| Turniej drużynowy | Chiny · Fan Zhendong · Zhou Yu · Zhou Kai · Xu Chenhao | Korea Północna · Kim Hyong-jin · Ham Yu-song · An Ji-song · Ro Hyon-song | Korea Południowa · Kim Dong-hyun · Jeoung Young-sik · Cho Jae-jun · Jeong Yeong-hun |

### Kobiety
| Konkurencja | Złoto                   | Srebro                        | Brąz                                       |
| Singel      | Chiny · Mu Zi           | Korea Północna · Kim Song-i   | Chiny · Liu Xi                             |
| Debel       | Chiny · Chen Ke · Mu Zi | Chiny · Liu Xi · Sun Mingyang | Korea Północna · Cha Hyo-sim · Kim Nam-hae |

### Mikst
| Konkurencja           | Złoto                        | Srebro                         | Brąz                                       |
| Gra podwójna mieszana | Chiny · Fan Zhendong · Mu Zi | Chiny · Zhou Yu · Sun Mingyang | Korea Północna · Ham Yu-song · Cha Hyo-sim |

## Klasyfikacja medalowa
* Gospodarz zawodów został zaznaczony tym kolorem.
| Miejsce           | Reprezentacja     | Złoto | Srebro | Brąz | Razem |
| ----------------- | ----------------- | ----- | ------ | ---- | ----- |
| 1                 | Chiny *           | 6     | 3      | 2    | 11    |
| 2                 | Korea Północna    | 0     | 2      | 3    | 4     |
| 3                 | Korea Południowa  | 0     | 1      | 1    | 2     |
| Ogółem (3 państw) | Ogółem (3 państw) | 6     | 6      | 6    | 18    |

Źródło